# Малага (Каліфорнія)
Малага (англ. Malaga) — переписна місцевість (CDP) в США, в окрузі Фресно штату Каліфорнія. Населення — 884 особи (2020).

## Географія
Малага розташована за координатами 36°40′54″ пн. ш. 119°43′54″ зх. д. / 36.68167° пн. ш. 119.73167° зх. д. (36.681602, -119.731786).  За даними Бюро перепису населення США в 2010 році переписна місцевість мала площу 0,71 км², уся площа — суходіл.

## Демографія
Згідно з переписом 2010 року, у переписній місцевості мешкало 947 осіб у 241 домогосподарстві у складі 206 родин. Густота населення становила 1335 осіб/км².  Було 268 помешкань (378/км²).
Расовий склад населення:
| - 44,1 % — білих - 1,6 % — корінних американців - 1,3 % — чорних або афроамериканців - 1,2 % — азіатів - 0,2 % — вихідців з тихоокеанських островів - 49,0 % — осіб інших рас |

До двох чи більше рас належало 2,6 %. Частка іспаномовних становила 94,1 % від усіх жителів.
За віковим діапазоном населення розподілялося таким чином: 33,7 % — особи молодші 18 років, 56,6 % — особи у віці 18—64 років, 9,7 % — особи у віці 65 років та старші. Медіана віку мешканця становила 27,9 року. На 100 осіб жіночої статі у переписній місцевості припадало 97,7 чоловіків;  на 100 жінок у віці від 18 років та старших — 97,5 чоловіків також старших 18 років.
Середній дохід на одне домашнє господарство  становив 49 035 доларів США (медіана — 39 837), а середній дохід на одну сім'ю — 53 667 доларів (медіана — 46 125). Медіана доходів становила 45 481 долар для чоловіків та 33 542 долари для жінок. За межею бідності перебувало 31,7 % осіб, у тому числі 45,8 % дітей у віці до 18 років та 11,7 % осіб у віці 65 років та старших.
Цивільне працевлаштоване населення становило 334 особи. Основні галузі зайнятості: освіта, охорона здоров'я та соціальна допомога — 23,7 %, транспорт — 21,9 %, сільське господарство, лісництво, риболовля — 9,6 %, виробництво — 8,1 %.